# Svobodna Slovenija
Svobodna Slovenija je ena bolj znanih slovenskih partizanskih pesmi. Napisana je bila po melodiji partizanske pesmi iz južnih delov Jugoslavije. Pesem ima pet kitic, pri čemer pa so pogosto izvajane zgolj prve tri ali štiri. Prve štiri kitice se končajo z verzoma: Čez gore, polja, po svetu naj doni: Slovenija junaška, svobodna bodeš ti!, zadnja pa z Čez gore, polja, doni naj prek sveta: živi velika zvezna naj Jugoslavija! Skupina Agropop je na albumu Pod svobodnim soncem naredila priredbo te pesmi, pod imenom Slovenci kremeniti.

## Nastanek
Pesem najverjetneje izvira iz Makedonije, svojo različico pa je dobil vsak jugoslovanski narod. Makedonska se glasi Site Makedonci na noze sme pak, srbska Dok poslednji fašist od nas ne ode, hrvaška Partizane naše celi svet već zna itd. Slovensko verzijo pesmi je izdelal avtor, znan zgolj kot »tov. Martin, ki je padel na Štajerskem«.
Slovensko varianto, znano tudi kot Slovenci kremeniti, stopimo v korak, je leta 1944 po petju partizanov zapisal Pavel Šivic. Pri dokončnem oblikovanju teksta je sodelovalo več velikih književnikov te dobe, med drugim France Kosmač, Mile Klopčič in po nekaterih pričevanjih Miško Kranjec.

## Besedilo
Slovenci kremeniti, le stopimo v korak,
 
da osvobodimo svoj domači prag!
 
Čez gore, polja, po svetu naj doni:
 
Slovenija junaška, svobodna bodeš ti!

Mladen'či, mladenke, vi, starci in žene,
 
za svobodo našo, vsi naj se bore!
 
Čez gore, polja, po svetu naj doni:
 
Slovenija junaška, svobodna bodeš ti!

Svoboda res je zlata, svoboda nam je vse,
 
zanjo, če bo treba, vsakdo naj umre!
 
Čez gore, polja, po svetu naj doni:
 
Slovenija junaška, svobodna bodeš ti!

Sovrage vse zatrimo, očistimo zemljo,
 
da si izgradimo Sloven'jo združeno!
 
Čez gore, polja, po svetu naj doni:
 
Slovenija junaška, svobodna bodeš ti!

Vsi Srbi in Hrvati, vsi bratski narodi,
 
združimo se v zvezni Jugoslaviji!
 
Čez gore, polja, doni naj prek sveta:
 
živi velika zvezna naj Jugoslavija!